# Zuavos pontificios

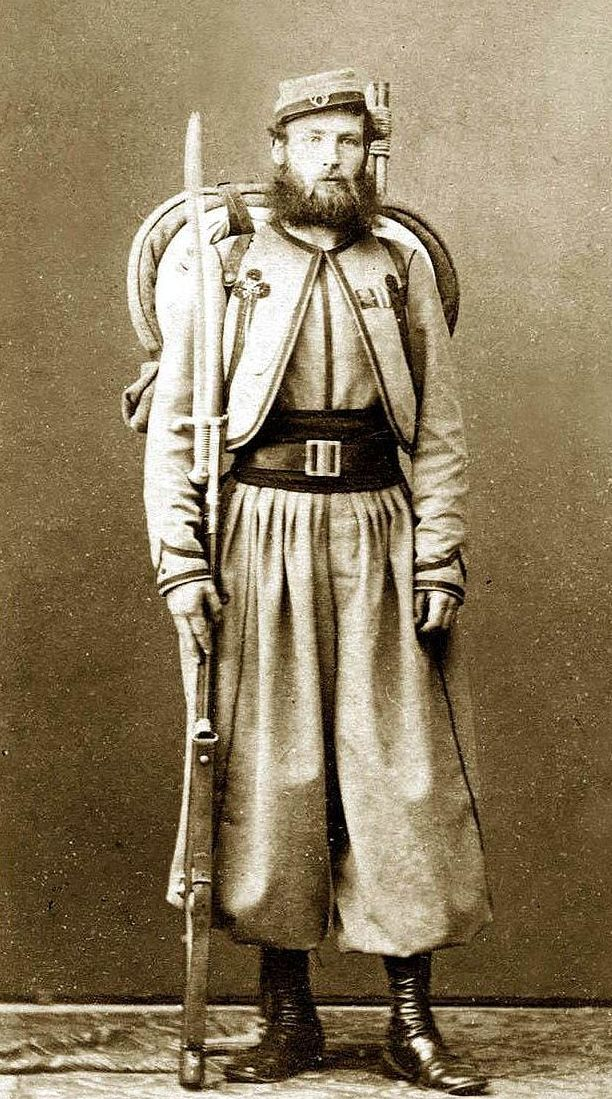
Imagen de un zuavo pontificio.

Zuavo es el nombre que se dio a ciertos regimientos de infantería del ejército francés a partir del año 1830. Originarios de Argelia, tanto el nombre como el uniforme distintivo de los zuavos se extendió por las fuerzas armadas de los Estados Unidos, los Estados Pontificios, España, Brasil y el Imperio otomano. Sirvieron en la mayoría de las campañas militares del ejército francés entre 1830 y 1871.
Los zuavos pontificios fueron creados para la defensa de los Estados Pontificios. Los zuavos eran fundamentalmente solteros voluntarios católicos, dispuestos a ayudar al papa Pío IX frente al proceso de reunificación italiano. El grueso de los voluntarios era de origen alemán, francés y belga, pero no faltaron romanos, canadienses, españoles, irlandeses e incluso ingleses.
Los zuavos jugaron un significante papel en la batalla de Mentana junto a las tropas francesas, en la que derrotaron a las tropas de Garibaldi. Pero en 1870 Napoleón III tuvo que llamar a las tropas instaladas en Italia porque había estallado la guerra franco-prusiana. Víctor Manuel II envió una carta a Pío IX, en la que le pedía guardar las apariencias dejando entrar pacíficamente al ejército italiano en Roma, a cambio de ofrecer protección al papa. Pero este se negó rotundamente.
El ejército italiano, al mando del general Cadorna, cruzó la frontera papal el 11 de septiembre y avanzó lentamente hacia Roma, esperando que la entrada pacífica pudiera ser negociada. Sin embargo, el ejército italiano alcanzó la Muralla Aureliana el 19 de septiembre y sitió Roma. El papa, sintiéndose legitimado, se negó a claudicar y forzó a sus zuavos a oponer una resistencia simbólica. El 20 de septiembre, después de tres horas de bombardeos, el ejército italiano consiguió abrir una brecha en la Muralla Aureliana. Los Bersaglieri marcharon por la Vía Pía, después llamada Vía del XX de septiembre. 49 soldados italianos y 19 zuavos murieron en el combate y, tras un plebiscito, Roma y el Lacio se unieron a Italia.
Los zuavos marcharon a Francia a luchar junto a Napoleón III contra los prusianos, pero el batallón se deshizo y fue  desmantelado con la entrada de los alemanes en París.